# Лаодіка (дружина Мітрідата III)
Лаодіка (дав.-гр. Λαοδίκη дав.-гр. Λαοδίκη друга половина III століття до н. е. — перша половина II століття до н. е.) — селевкідська принцеса, дружина понтійського царя Мітрідата III.

## Біографія

### Походження
Неможливо встановити батьків Лаодіки. Існує припущення, що вона разом з самозванцем Олександром Баласом видавала себе за нащадка царя Держави Селевкідів Антіоха IV Епіфана. У 153 році до н. е. разом з Баласом в Рим прибула дівчина, яка вважала себе дочкою Антіоха і вийшла заміж за Мітрідата III.
Епіфана мав дочку Лаодіку VI. Однак ця версія припускає наявність ще однієї дочки царя, названої Лаодикії.

### Родина
Лаодіка народила Мітрідату III трьох дітей: Мітрідата IV, Фарнака I і Лаодіку.